# Мокшій
Мокшій (мокш. Мокший; нар. 1340? — пом. 1390?) — кілічей великого князя московського Дмитра Донського. Знавець моралі, звичаїв та мови татар, а також доріг в Орду. Мав зв'язку з кримськими генуезькими центрами та Кафою.

## Життєпис
Хан Тохтамиш, який захопив владу в Орді після розгрому Мамая, восени 1380 року через посла сповістив Дмитра Донського та інших московських князів князів про своє воцаріння. Князі визнали його владу, відпустивши посла «з честю та з дарами».
Восени 1380 року Димитро Донський «відпусти кілічей своїх Толбугу та Мокшія у Орду до нового царя Воложського Тохтамиша». Інші князі направили своїх кілічей з багатьма дарами наступної зими 1380 року і навесні 1381 року.
Кілічеї Дмитра Донського Толбуга та Мокшій довго гостювали у Тохтамиша і повернулися 15 серпня 1381 року. Після чого з Ордою були встановлені мирні відносини.